# Павлівка (Глобинська міська громада)
Павлі́вка — село в Україні, у Глобинській міській громаді Кременчуцького району Полтавської області. Населення становить 137 осіб.

## Географія
Село розташоване біля болота з якого бере почало річка Сухий Кагамлик, на відстані 1 км розташовано село Коломицівка, за 2 км — село Жуки.

## Історія
12 червня 2020 року, відповідно до розпорядження Кабінету Міністрів України № 721-р «Про визначення адміністративних центрів та затвердження територій територіальних громад Полтавської області», село увійшло до складу Глобинської міської громади.
19 липня 2020 року, в результаті адміністративно - територіальної реформи та ліквідації Глобинського району, село увійшло до складу новоутвореного Кременчуцького району.

## Населення
Населення станом на 1 січня 2011 року становить 137 осіб.
- 2001 — 151
- 2011 — 137

### Мова
Розподіл населення за рідною мовою за даними перепису 2001 року:
| Мова       | Кількість | Відсоток |
| ---------- | --------- | -------- |
| українська | 139       | 92.05%   |
| російська  | 6         | 3.98%    |
| румунська  | 5         | 3.31%    |
| білоруська | 1         | 0.66%    |
| Усього     | 151       | 100%     |